# Torquato Fraccon
Torquato Fraccon (Pontecchio Polesine, 29 dicembre 1887 – Campo di concentramento di Mauthausen-Gusen, 8 maggio 1945) è stato un partigiano e politico italiano,  iscritto all’Albo dei giusti tra le nazioni a Yad Vashem per la sua opera a favore degli ebrei durante l’Olocausto, per la quale fu arrestato e morì nel campo di concentramento di Mauthausen in Austria.

## Biografia
Partecipa alla prima guerra mondiale, finita la quale diventa funzionario della Banca Cattolica del Veneto. A Vicenza diventa un esponente di spicco della Democrazia Cristiana.
Subito dopo l'(8 settembre 1943) contribuisce a costituire il CLN vicentino e opera concretamente alla formazione del battaglione partigiano autonomo "Valdagno", comandato da Gino Soldà.
Conosce il professore Reichenbach ed inizia l'aiuto nei confronti di ebrei, ricercati politici, militari alleati nel fuggire in Svizzera.
Viene catturato dalle autorità nazi-fasciste una prima volta assieme al figlio Franco nel gennaio 1944; rilasciato, nell'ottobre 1944 viene arrestato nuovamente questa volta assieme alla famiglia. Con il figlio, viene deportato nel campo di concentramento di Mauthausen, da dove entrambi non faranno più ritorno, deceduti infatti, proprio sul finire della guerra, nel maggio del 1945.

## Riconoscimenti

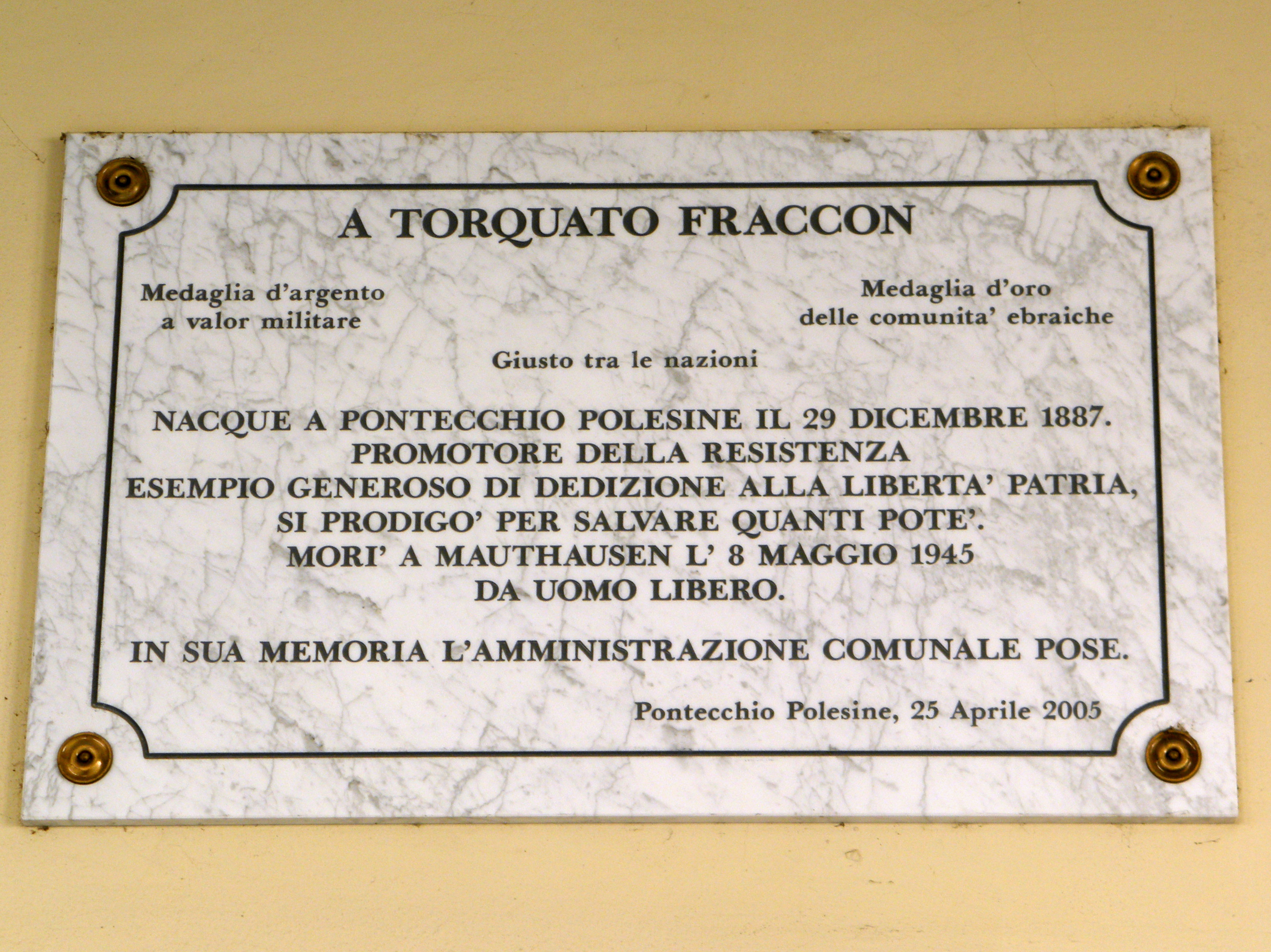
La lapide commemorativa dedicata a Torquato Fraccon, posta sull'edificio dell'ex Gendarmeria, a Pontecchio Polesine

- Nel 1955, lui ed il figlio sono insigniti di medaglia d'oro alla memoria da parte dell'Unione delle Comunità Israelitiche Italiane.
- Vicenza gli ha dedicato una via ed una scuola elementare (intitolata anche al figlio Franco); il figlio Franco è stato insignito dall'Università di Padova della laurea honoris causa in medicina.
- Il 31 maggio 1978 da Yad Vashem sono stati riconosciuti Giusti tra le nazioni.
- Una lapide apposta in un cortile interno di Palazzo Leoni Montanari, già sede della Banca Cattolica del Veneto, lo ricorda assieme al figlio.
- Una lapide posta sull'edificio della ex Gendarmeria di Pontecchio Polesine.
- La città di Vicenza ha intitolato a lui e al figlio la Scuola Elementare di Via Mameli
- A Montecchio Maggiore è stata intitolata a Torquato Fraccon una piazza del paese.
- A Rovigo è stata intitolata a Torquato Fraccon una via del centro storico.